# Thomas Ziehe
Thomas Ziehe (* 28. Juni 1947 in Hannover) ist ein deutscher Erziehungswissenschaftler.

## Leben
Nach dem Abitur an der Tellkampfschule 1966 studierte Ziehe Sozialwissenschaften, Geschichte und Psychologie, promovierte 1974 an der damaligen Technischen Universität Hannover bei Michael Vester, lehrte von 1988 bis 1993 als Professor für Pädagogik an der Universität Frankfurt am Main und war von 1993 bis zu seiner Emeritierung 2015 Professor für Pädagogik an der Universität Hannover (jetzt: Leibniz Universität Hannover). Von 1997 bis 1999 war er ebendort Dekan des Fachbereichs Erziehungswissenschaften. 1972 war er Mitbegründer der Glockseeschule in Hannover.
Sein zentrales Arbeitsgebiet ist die kulturwissenschaftliche Jugendforschung. Er forscht insbesondere zu den Themen: Jugendsituation im Zeitvergleich 1950er-Jahre bis heute; Mentalitätsveränderungen Jugendlicher; Wandel von Lebensstilen und Jugendkulturen; Bedeutung der Populärkultur; kulturelle  Modernisierungsprozesse und Alltagsleben; veränderte Schüler- und Lehrerrollen, Schule und Lernkultur.
Viele seiner Schriften wurden ins Dänische und Schwedische übersetzt.

## Auszeichnungen
- 1996: Ehrendoktorat der Universität Jyväskylä in Finnland

## Werke (Auswahl)
- Selbstreflexion als psychosoziale Bedingung und inhaltlicher Ansatz zur Politisierung Jugendlicher. (1974 - Dissertation).
- Pubertät und Narzissmus. (1975 - danach weitere Auflagen, Europäische Verlagsanstalt, Frankfurt, ISBN  978-3434200895, 1983 in Dänisch Ny ungdom og usædvanlige læreprocesser; 4. Auflage, 1990, ISBN 87-85186-91-0; 1986 in Schwedisch: Ny ungdom, Norstedt, Stockholm, ISBN 91-1-863051-0)
- Plädoyer für ungewöhnliches Lernen. Ideen zur Jugendsituation. (1982 - mit Herbert Stubenrauch). Rowohlt, Reinbek, ISBN 3-499-17410-3
- Øer af intensitet i et hav af rutine. (2004 - Aufsatzsammlung in Dänisch),  Forl. Politisk Revy, Kopenhagen, ISBN 87-7378-249-1